# Waingapu
Waingapu är en kabupatenhuvudort i Indonesien.   Den ligger i provinsen Nusa Tenggara Timur, i den södra delen av landet, 1 500 km öster om huvudstaden Jakarta. Waingapu ligger 26 meter över havet och antalet invånare är 48 828. Den ligger på ön Pulau Sumba.
Terrängen runt Waingapu är kuperad åt sydväst, men åt nordost är den platt. Havet är nära Waingapu åt nordost.Runt Waingapu är det ganska glesbefolkat, med 26 invånare per kvadratkilometer. Det finns inga andra samhällen i närheten. Omgivningarna runt Waingapu är huvudsakligen savann.